# 谷正紀
谷 正紀（たに まさのり、1942年10月29日 - ）は、三菱自動車工業元代表取締役副社長、成蹊中学校・高等学校元校長。

## 人物
愛知県名古屋市出身。1966年に成蹊大学工学部卒業後、同年4月に三菱重工業入社。1970年4月に、三菱自動車工業株式会社分社に伴い同社に移籍した。

## 経歴
- 1961年3月　成蹊高等学校卒業
- 1966年3月　成蹊大学工学部機械工学科卒業
- 1966年4月　三菱重工業株式会社 入社
- 1970年4月　三菱自動車工業株式会社分社に伴い、同社に移籍
- 1970年6月　米国カリフォルニア州立大学修士課程（工学）修了
- 2001年6月　三菱自動車工業株式会社 代表取締役副社長 乗用車生産統括本部長 就任
- 2003年6月　三菱自動車工業株式会社 退社
- 2003年6月　成蹊中学校・高等学校長 就任[1]